# Balise Cámara (Base Carlini)
La balise Cámara ou balise Carlini (en espagnol : Baliza Cámara) est un phare actif situé sur une petite île proche de l'île du Roi-George (Antarctique argentin), dans la Province de Terre de Feu, Antarctique et îles de l’Atlantique sud en Argentine.
Il est géré par le Servicio de Hidrografía Naval (SHN) de la marine .

## Histoire
L'île du Roi-George fait partie des Îles Shetland du Sud. L'Argentine y dispose d'une station de recherche permanente, la base antarctique Carlini (autrefois base Jubany) qui est située dans l'anse Potter (en). Le phare est situé sur une petite île à 550 m à l'est de la base Carlini. Il est entretenu par la marine argentine.
Un autre phare, la balise Potter, se trouve à 750 m au nord-est de la base.

## Description
Ce phare est une tour cylindrique en forme d'haltère en fibre de verre, avec une plateforme et une balise photovoltaïque de 9 m de haut. La tour est peinte de bandes horizontales noires et jaunes. Il émet, à une hauteur focale de 18 m, un éclat blanc par période de 10 secondes. Sa portée n'est pas connue. 
Identifiant : ARLHS : SSI-004 - Amirauté : G1387.6 - NGA : 111-2724 .

### Lien connexe
- Liste des phares d'Argentine